# Robert Longfield
Robert Longfield (Grand Rapids, 15 juli 1947) is een Amerikaans componist, muziekpedagoog, dirigent, arrangeur en saxofonist.

## Levensloop
Longfield werd geboren en groeide op in Grand Rapids. Hij studeerde bij Jerry Bilik en Paul Boylan aan de Universiteit van Michigan in Ann Arbor. Aldaar behaalde hij zijn Bachelor of Music en was ook saxofonist in het harmonieorkest, dat toen onder leiding stond van William D. Revelli en George Cavender. Verder studeerde hij aan de Universiteit van Miami in Coral Gables onder anderen bij Alfred Reed. Hij behaalde zijn Master of Music in muziekonderwijs.
Hij werd docent aan de Davison High School in Davison, waar hij ook instructeur en dirigent van de harmonieorkesten was. Vanaf 1987 was hij in een dergelijke functie bij de Miami Palmetto Senior High School in Pinecrest. In 1996 ontving hij de Mr. Holland Award van de National Academy of Recording Arts and Sciences voor zijn verdiensten in het muziekonderwijs. Tegenwoordig is hij ook dirigent van de Greater Miami Symphonic Band.
Als componist is hij vooral bekend voor zijn werken voor strijk- en harmonieorkest.

## Composities

### Werken voor orkest
- 2001 When Summer's in the Meadow, voor strijkorkest
- 2003 The Journey of the Magi, voor strijkorkest
- 2003 Rondo in Blue, voor strijkorkest
- 2004 American Heritage Suite No. 1, voor strijkorkest
- Intrigue (A Tangoed Web), voor strijkorkest[1]
- Mabel Creek Overture, voor strijkorkest
- Momentum, voor strijkorkest
- Turning Point, voor strijkorkest
- Valley Mist, voor strijkorkest

### Werken voor harmonieorkest
- 1996 Excelsior
- 1997 And the Mountains Echoed: Gloria![2]
- 1999 Cruzan Dances
- 2000 Freedom, Justice, Honor
- 2000 In Quest of Excellence
- 2000 Sanctuary
- 2001 In Glory Triumphant
- 2001 Passacaglia on an Old English Carol
- 2001 The Honor Roll
- 2001 When Summer's in the Meadow
- 2002 Take the Blues Train
- 2002 The Bells of Christmas
- 2002 Where Valor Proudly Sleeps
- 2003 The "X" Brigade - Action Heroes' March
- 2003 Transformations - DADE Variations
- 2004 Rapp's Woods Ramble
- 2005 Broad Stripes and Bright Stars
- 2005 Swedish Hymn of Praise
- 2009 Italian Holiday
- 2011 The Trumpeter of Krakow
- 2012 The Road Less Traveled
- Black Diamond
- Carriage Town Overture - opgedragen aan Alfred Reed
- Crosscurrent
- Fanfare for a Celebration
- The Purple Twilight[3]
- Valley Mist
- Vortex
- White Eagle (A Polish Rhapsody)